# Карло Карафа
Карло Карафа (італ. Carlo Carafa; 29 березня 1517, Неаполь — 4 березня 1561, Рим) — італійський кондотьєр і кардинал-непот з роду Карафа, племінник і улюбленець папи римського Павла IV. Служив в габсбурзько-іспанських військах. Був губернатором кількох міст, легатом і главою папської канцелярії. У зовнішній політиці дотримувався антиіспанських поглядів.

## Біографія
Карло народився в аристократичній родині. Його батьком був Джованні Альфонсо Карафа, граф Монторіо, брат Антоніо згодом стає кардиналом, інший брат, Джованні — герцогом Паліано. Дядько Джованні Петро Карафа був обраний папою Римським під іменем Павла IV.
У дитинстві і юності Карло виховувався при дворі кардинала Помпео Колона, а потім герцога де Кастро, П'єрлуїджі Фарнезе. Коли юнакові виповнилося 15 років, він вибирає для себе кар'єру військового. У цьому віці папа Римський Павло III присвячує його в лицарі Мальтійського ордена і обіцяє передати йому пріорат в Неаполі. Відмова імператора Карла V затвердити Карло Карафу на цій посаді стала однією з причин, що змусили Карло займати згодом послідовну антиіспанську позицію в політиці.
Проте, спочатку Карло Карафа служить в габсбурзько-іспанських військах — під керівництвом Альфонсо д'Авалос в Ломбардії і П'ємонті, і потім в армії відомого полководця Оттавіо Фарнезе, герцога Пармського, у Фландрії і в Німеччині. Пізніше він переходить на французьку службу.
Карло Карафа був типовим для XVI століття кондотьєром, професійним офіцером-найманцем — марнославним і не без зайвих докорів сумління, відданим лише дотриманню власних інтересів і інтересів свого роду. Він неодноразово порушував цю присягу і переходив на бік противника. 1545 року він був звинувачений в Неаполі в грабежах і вбивстві, пізніше йому було пред'явлено звинувачення у вбивстві поранених іспанських солдатів у госпіталі.
Після того, як його дядько Джанп'єтро Карафа обирається папою Римським, Карло Карафа в 1555 році стає кардиналом. Папа, який знав про минулі злочини свого племінника, при введенні його в кардинальське звання відпустив йому всі попередні гріхи. При цьому були названі «святотатство», «вбивство», «крадіжка» і «грабіж». Пізніше, в новому званні, Карло Карафа стає на чолі різних відомств Папської держави. Він був губернатором кількох міст, легатом і главою папської канцелярії.
Як і Павло IV, у зовнішній політиці Карло Карафа дотримувався антиіспанських поглядів, і всіляко підтримував його дії на створення союзу з Францією. Він постійно підтримував своїх родичів в їх прагненнях закріпитися при Папському дворі на високих посадах (що, втім в ті часи було звичайним явищем). Двічі Карло Карафа виконував функції папського посла до двору французького короля Генріха II. Його завданням при цьому було створення союзу між Францією, Папською державою і герцогством Феррара. У разі його укладення рід Карафа отримував в своє володіння місто Сієну. Франція повинна була отримати Неаполітанське королівство, а римський папа — Міланське герцогство. В результаті в 1556 році почалася війна між франко-папською коаліцією з одного боку, і Іспанією з її союзниками — з іншого. Попри французьку допомогу, папська армія зазнала від іспанських і імперських військ поразки, частина території Папської держави була зайнята іспанцями.
У 1557 році Карло Карафа вирушає до Мадрида, до двору іспанського короля Філіпа II із завданням вести переговори про укладення миру.
Попри те, що місія в Мадрид виявилася малорезультативною, Павло IV передав в руки племінника ще більше політичних повноважень так, що той стає фактично керівником держави. На відміну від папи, який вів аскетичний спосіб життя, Карло Карафа захоплювався полюванням, азартними іграми і таке інше, вів розгульний спосіб життя. Водночас брат його, Джованні, став учасником гучного скандалу, убивши з ревнощів свою дружину. Противники братів донесли про все це Павлу IV, який в результаті усунув в 1559 році Карло Карафу від влади і відправив на заслання.
Після смерті Павла IV Карло отримав знову звання кардинала і в 1559 році взяв участь в конклаві кардиналів, на якому очолив одну з впливових партій. Після обрання новим папою Пія IV були знову розглянуті вчинені Карло Карафою при владі його дядька злочини. 1560 року він був схоплений і, разом зі своїм братом Джованні і деякими іншими родичами відправлений до в'язниці. Під прямим контролем Пія IV був проведений судовий процес, на якому Карло був звинувачений в цілій низці злочинів, в тому числі у вбивствах, содомії та єресі, при цьому були підняті акти, які свідчили проти нього ще під час служби в солдатах (коли він нібито під час проходження якоїсь релігійної процесії дозволив собі єретичні вислови). Карло Карафа в результаті був засуджений до смерті і задушений катом в замку св. Ангела в Римі. Через деякий час справу Карло Карафи було переглянуто, і він був посмертно реабілітований.
Похований він, як і його дядько, папа Павло IV, в капелі Карафа церкви Санта-Марія-сопра-Мінерва в Римі.